# Herb Chodzieży
Herb Chodzieży – jeden z symboli miasta Chodzież w postaci herbu.

## Wygląd i symbolika
Herb przedstawia na żółtej tarczy mur czerwony z trzema równymi basztami blankowanymi. W każdej baszcie umieszczona jest jedna lukowa płaszczyzna symbolizująca otwór strzelniczy. Baszty w odróżnieniu od muru nie mają rysunku cegieł. W osi symetrii muru umieszczona jest otwarta brama z podniesioną broną, bronę przedstawia czarna krata. Nadproże bramy ma kształt łuku z zaznaczonym zwornikiem. Otwarte skrzydła bramy mają biały kolor z czarnym rysunkiem ozdobnych zawiasów po dwa w każdym skrzydle. 
Herb nawiązuje do herbu szlacheckiego Grzymała, którym pieczętował się ostatni właściciel miasta – ród Grzymalitów. 
27 maja 2024 Rada Miasta Chodzieży uchwaliła nowy wzór Herbu. Przedstawiona na ilustracji wersja herbu jest nieaktualna.